# Desa Sukabakti (administrativ by i Indonesien, lat -7,28, long 107,37)
Desa Sukabakti är en administrativ by i Indonesien.   Den ligger i provinsen Jawa Barat, i den västra delen av landet, 130 km söder om huvudstaden Jakarta.